# Егельсбах
Егельсбах (нім. Egelsbach) — громада в Німеччині, знаходиться в землі Гессен. Підпорядковується адміністративному округу Дармштадт. Входить до складу району Оффенбах.
Площа — 14,82 км2. Населення становить 11 474 ос. (станом на 31 грудня 2020).